# Било-Гора
Било-Гора (хорв. Bilogora) — возвышенность на северо-востоке Хорватии в жупаниях Бьеловарско-Билогорска, Копривничко-Крижевачка и Вировитичко-Подравска. Высочайшая вершина — гора Райчевица (309 м) — расположена в северной части возвышенности.
Возвышенность Било-Гора протянулась более чем на 80 км в направлении с северо-запада на юго-восток. Северный склон круче южного. На юго-востоке возвышенность переходит в горный массив Папук, на северо-западе примыкает к Калнику. К северу и северо-востоку от Било-Горы расположена низменная равнина Подравины. Около северо-западной оконечности возвышенности расположены города Копривница (северный склон) и Крижевци (южный склон), в центральной части города Джюрджевац (северный склон) и Бьеловар (южный склон), около юго-восточной оконечности — Вировитица (северный склон) и Грубишно-Поле (южный склон).
Било-Гора лежит в междуречье Савы и Дравы и служит водоразделом бассейнов этих рек, с северного склона стекают реки бассейна Дравы, с южного — Савы. Крупнейшие реки, берущие начало на Било-Горе — Чесма и Илова.
Возвышенность покрыта лесами, основу которых составляют дуб, граб и бук. Высочайшие вершины хребта — Райчевица (309 м), Кошевац (302 м) и Било (294 м).

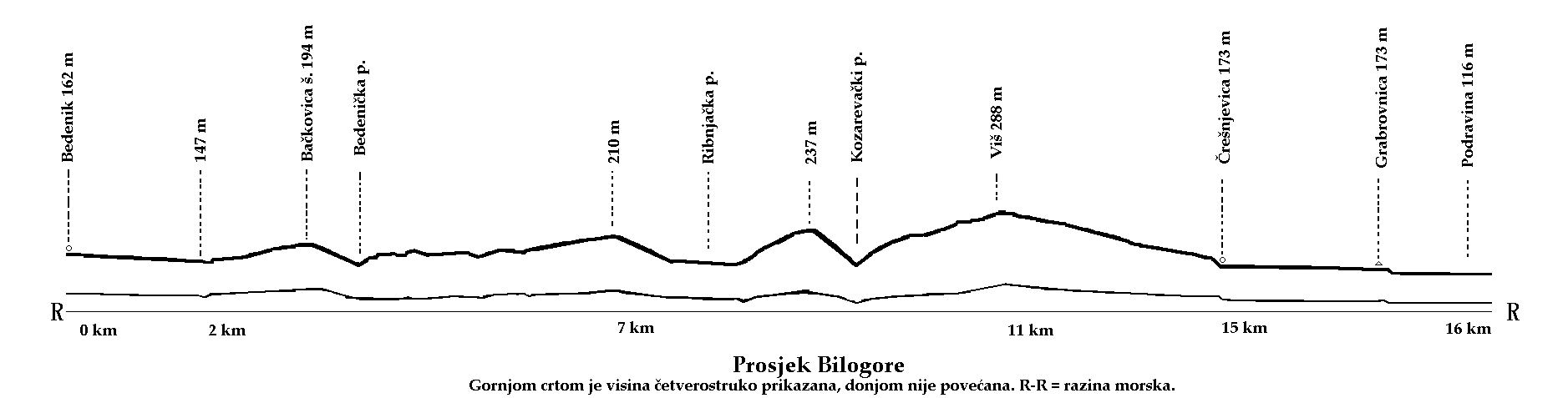
Профиль возвышенности